# Plectrohyla miahuatlanensis
Plectrohyla miahuatlanensis är en groddjursart som beskrevs av Meik, Smith, Canseco-Márquez och Campbell 2006. Plectrohyla miahuatlanensis ingår i släktet Plectrohyla och familjen lövgrodor. IUCN kategoriserar arten globalt som otillräckligt studerad. Inga underarter finns listade i Catalogue of Life.